# Fanny Jensen
Fanny Haraldine Alfrida Jensen (11. oktober 1890 i Horsens – 9. december 1969 i Odense) var forbundsformand for Kvindeligt Arbejderforbund (KAD) og Danmarks anden kvindelige minister, og var den første arbejderkvinde, der blev minister. Nina Bang, der var den første kvindelige minister i Danmark, var akademiker. Fanny Jensen kom til at sidde i regering med Bodil Kock, der blev landets tredje kvindelige minister.

## Liv og karriere
Fanny Jensen var datter af vognmanden Niels Peter Andersen (1855-1921) og Ane Petersen (1861-1939). Hun blev i 1909 gift med malermester Carl Victor Jensen (1878-1955).
I 1911 blev Fanny Jensen medarbejder på Emil Møllers Telefonfabrik i Horsens og i 1912 blev hun formand for KAD i Horsens og 1915 medlem af KAD's hovedbestyrelse. 1925-1931 var hun medlem af Arbejdsrådet, mens hun 1921-1925 og 1929-1931 var byrådsmedlem for Socialdemokratiet. I 1935 forlod hun Horsens for at blive forbundssekretær i København, for kort derefter, i 1937, at blive formand, en post hun besad frem til 1947. Ved sin afgang anbefalede hun den daværende næstformand for KAD, Edith Olsen, som sin efterfølger. 1943-1947 var hun medlem af Borgerrepræsentationen, og 1947 blev hun valgt ind i Folketinget. Dette førte straks en ministerpost med sig, dog uden portefølje. I 1950 bad hun selv om at blive løst fra sin ministerpost i forbindelse med en ministerrokade. Hun fortsatte i Folketinget frem til 1953. 1954 trak hun sig fra sine poster i KAD og blev i samme forbindelse udnævnt som æresmedlem.

## Familie-, forbruger-, børne- og ligestillingsminister
Fanny Jensen kan med en vis ret betragtes som Danmarks første familie-, forbruger-, børne- og ligestillingsminister, men hendes opgaver var kun vagt definerede. Hendes titel var minister uden portefølje “med særligt Henblik paa Hjemmenes, Husførelsens og Børnenes Interesser inden for sociale og forsyningsmæssige Omraader og paa selverhvervende Kvinders Interesser”.
Hun var rådgivende minister for Handelsministeriet, Socialministeriet og Arbejdsministeriet. Sammen med sin stab havde hun kontor i Socialministeriet.
Der var varemangel i tiden efter 2. verdenskrig. Derfor var der store forventninger til Fanny Jensen som forsynings- og forbrugerminister. Regeringen valgte dog at prioritere eksporten, og den hjemlige vareknaphed fortsatte.